# Руђи (Караш-Северин)
Руђи (рум. Rugi) насеље је у Румунији у округу Караш-Северин у општини Палтиниш. Oпштина се налази на надморској висини од 278 m.

## Прошлост
Аустријски царски ревизор Ерлер је 1774. године констатовао да место "Русс" припада Букошничком округу, Карансебешког дистрикта. Становништво је било претежно влашко.
Аустријски цар Франц II је место поклонио заслужној српској племићкој породици Петровић. Било је то 17. фебруара 1801. године. Помињу се 1805. године Теодор и Михаил Петровић "от Руш", којима је синовац познати књижевник Јоаким Вујић посветио своју књигу.
Према државном шематизму православног клира у Угарској, 1846. године у месту живи 693 становника. Парохија припада Карансебешком протопрезвирату, а црквене матрикуле се воде од 1791. године. При православном храму служи парох поп Мартин Гогош. Сеоску вероисповедну школу похађа 1846/1847. године 15 ђака, које учи Мирку Замфир.

## Становништво
Према подацима из 2002. године у насељу је живело 307 становника.

### Попис2002.
| Расподела становништва по националности 2002.‍ | Расподела становништва по националности 2002.‍ | Расподела становништва по националности 2002.‍ | Расподела становништва по националности 2002.‍ | Расподела становништва по националности 2002.‍ |
| --------------------------------------------- | --------------------------------------------- | --------------------------------------------- | --------------------------------------------- | --------------------------------------------- |
|                                               |                                               |                                               |                                               |                                               |
| Румуни                                        | Румуни                                        |                                               | 301                                           | 98,0%                                         |
| Роми                                          | Роми                                          |                                               | 6                                             | 2,0%                                          |